# Nils Frykholm
Nils Theodor Frykholm, född 21 oktober 1875 i Grava socken, död 9 augusti 1954 i Stockholm, var en svensk veterinär.
Nils Frykholm var son till kronofogden Lars Magnus Frykholm. Han avlade mogenhetsexamen i Karlstad 1894, inskrevs 1895 vid Veterinärinstitutet och var 1898–1899 anställd som amanuens vid Veterinärinstitutets medicinska klinik. Frykholm avlade veterinärexamen 1900 och var 1900–1907 förordnad att uppehålla länsveterinärtjänsten i Jämtlands läns södra länsveterinärdistrikt. 1907–1908 var han distriktsveterinär i Tågarp, 1909 distriktsveterinär på Tjörn och Orus samt utnämndes 1909 till länsveterinär i Norrbottens läns norra länsveterinärdistrikt. Frykholm erhöll 1911 transport till Jämtlands län och blev 1922 länsveterinär i Älvsborgs län. Han var ledamot av Medicinalstyrelsens veterinära råd 1927–1928. Frykholm utnämndes 1928 till medicinalråd och chef för veterinärbyrån i Medicinalstyrelsen. Han erhöll avsked 1940. Under Frykholms byråchefstid genomfördes 1933 omorganisation av distriktsveterinärtjänsterna i samband med distriktsveterinärväsendets fullständiga förstatligande. Vidare överfördes ledningen av ärenden rörande nötkreaturstuberkulos och pastörisering av mjölk från Lantbruksstyrelsen till Medicinalstyrelsens veterinärbyrå. 1935 antogs en ny lag angående bekämpande av smittosamma djursjukdomar. Frykholm företog 1902 en studieresa till Danmark och 1909 en till Nederländerna och Belgien som statsstipendiat för att studera statsåtgärder mot smittosamma husdjurssjukdomar. Han var Sveriges ombud vid elfte internationella veterinärkongressen i London 1930 och vid den trettonde i Zürich-Interlaken 1938. Frykholm var även 1930–1932 ledamot och 1932–1941 ständig ledamot för Sverige i Comité de l'office international des épizooties i Paris. Han bidrog i Veterinärhögskolan hundra år (1921) med Veterinärhögskolans lärartjänster och deras innehavare 1821–1920. Han publicerade även uppsatser i flera veterinära facktidskrifter, bland annat Om svenska länsveterinärväsendets uppkomst och utveckling 1830–1930 (i Svensk veterinärtidskrift 1930). Hans främsta biografiska arbete är Svensk veterinär-matrikel. Biografier över svenska veterinärer från 1750 till nuvarande tid (1909, 2:a upplagan 1927).